# 寂天
寂天（梵語： 或 ）論師，音譯為商地嘚瓦，八世紀初，古印度那爛陀寺著名佛教學者，屬中觀應成派，為中觀派晚期極具開創性的思想家。著有《入菩薩行論》、 《學處要集》流傳於世。他同時精通密法，是一位密宗的大成就者。為八十四大成就者之一。

## 生平
寂天出身西印度贤疆國的王族，其父親被稱為善鎧（Kuśalavarman），母親被認為是金剛瑜伽母的化身，出生時，被稱為寂鎧（Śāntivarman）。後至那爛陀寺依勝天（Jayadeva）大師出家，改名為寂天（Śāntideva）。據說他整日吃飯睡覺冥想，無所事事，為同修所不恥。在寂天論師升座之後，開始誦念出他的著作，卻讓那爛陀寺感到不可思議。這部著作就是他著名的《入菩薩行論》 （Bodhisattvacaryāvatāra śāstra）。

## 思想及影響
寂天继承了月稱中觀應成派的傳統，在某種程度上也採纳了清辯論師的觀點，融合了中觀自續派與應成派兩者，其思想的最大特點，就是以簡攝繁，以及見行相應二點。
在西藏，寂天的思想經由阿底峽大師介紹深刻地影響了藏傳佛教，也因此被尊稱為寂天菩薩。不僅阿底峽將《入菩薩行論》編入噶當六論當中，在藏地也被藏傳佛教四大派大量的講解、著疏和引用，包括宗喀巴的《菩提道次第廣論》，巴楚仁波切的《普賢上師言教》。
在華人世界中，寂天的思想傳播一開始並沒有得到漢傳佛教廣大的迴響。宋朝雍熙二年（公元985年）天息災譯師曾經將他的著作《入菩薩行論》翻譯為四卷《菩提行經》，作者題為龍樹。而法護將《諸經要集》、《學處要集》翻譯為《大乘寶要義論》、《大乘集菩薩學論》，前者不題作者，後者作者題為法稱。
直到民國時代，台灣的如石法師(陳玉蛟)將《入菩薩行論》從藏本譯漢，並介紹寂天相關的著作，此譯本被四川喇榮佛學院的索達吉堪布講授為《入菩薩行論廣釋》，寂天的思想漸被華人所知。另外隆蓮法師、堪布貢噶旺秋都各自有從藏譯漢的《入菩薩行論》的譯本。

## 著作
他的著作有《入菩薩行論》、《學處集要》（Śikṣāsamuccaya）、《諸經要集》（Sūtrasamuccaya）。